# هنر آشپزی (مجله)
هنر آشپزی عنوان مجله‌ای است که به هنر آشپزی می‌پردازد. به گفتهٔ وب‌گاه این نشریه، ماهنامهٔ هنر آشپزی نخستین ماهنامهٔ تخصصی آشپزی و شیرینی پزی در ایران است.

## تاریخچه
مجوز مجله هنر آشپزی در سوم آبان ۱۳۸۲ خورشیدی از سوی وزارت فرهنگ و ارشاد صادر شده‌است. نخستین شماره این نشریه در شهریور ۱۳۸۳ منتشر شد. از آن پس هر ماه غیر از فروردین ۱۳۸۴ هر ماه یک شماره از آن منتشر شده‌است.
نخستین سردبیر این نشریه مطهره سیاح بود. پس از آن رزینا شمس برای چندین سال سردبیر آن بوده‌است. در حال حاضر زیر نظر شورای سردبیری اداره می‌شود. مدیر عامل این نشریه ناصر زحمتکش و مدیر مسئول آن محمدولی مفیدی هستند.
از تعداد بسیار زیادی از آشپزها و قنادهای سرشناس ایران در این نشریه مطالب آموزشی درج شده‌است. به تعبیری این نشریه نخستین نشریه آشپزی و قنادی ایران می‌باشد. تاکنون بیش از ۵۰۰۰ مقاله آموزشی در آن منتشر شده‌است. ضمنا این نشریه دارای تالار گفتگوی اینترنتی می‌باشد.